# Valentin Krumov
Valentin Krumov –en búlgaro, Валентин Крумов– (13 de enero de 1964) es un deportista búlgaro que compitió en lucha grecorromana. Ganó cuatro medallas de bronce en el Campeonato Europeo de Lucha entre los años 1985 y 1990.

## Palmarés internacional
| Campeonato Europeo | Campeonato Europeo | Campeonato Europeo | Campeonato Europeo |
| Año                | Lugar              | Medalla            | Categoría          |
| ------------------ | ------------------ | ------------------ | ------------------ |
| 1985               | Leipzig (RDA)      | Medalla de bronce  | 52 kg              |
| 1988               | Kolbotn (Noruega)  | Medalla de bronce  | 52 kg              |
| 1989               | Oulu (Finlandia)   | Medalla de bronce  | 52 kg              |
| 1990               | Poznań (Polonia)   | Medalla de bronce  | 52 kg              |